# Kujō Yoshitsune
Kujō Yoshitsune (九条良経, [[[1169]] - 1206] Erro: {{japonês}}: texto da transliteração contém caractere não latino (pos 19) (ajuda)), também conhecido como Fujiwara no Yoshitsune (九条兼実), ou Go-Kyōgoku Yoshitsune (後京極 良経), foi líder do Ramo Kujō  do Clã Fujiwara. Ocupou a posição de Sesshō (regente) entre 1202 e 1206. Mas é mais conhecido por suas contribuições para antologias de poesia, como o Shinkokinshu (新古筋腫, antologia imperial), e sua própria coleção pessoal Akishino Gessei Shū (秋篠月清集).

## Vida
Yoshitsune foi o segundo filho de Fujiwara no Kanezane e sua mãe foi uma filha de Fujiwara no Sueyuki. Foi um nobre e poeta do final do período Heian e início do período Kamakura da história do Japão.  Seus filhos foram Kujō Michiie; Kujō Risshi e Kujō Ritsushia que se tornou a Imperatriz do Imperador Juntoku.
Em 1179 Yoshitsune atingiu a maioridade. Em 1188, quando seu irmão mais velho (Kujō Yoshimichi) morreu, foi designado como sucessor da família. Yoshitsune se casou com a sobrinha de Yoritomo (filha de Ichijo Yoshiyasu, que foi adotado por Yoshitomo pai Yoritomo).
Em 1189 foi promovido a Chūnagon e no final do mesmo ano a Dainagon. Em 1190 foi camerlengo de sua irmã Kujō Ninshi, a  Imperatriz de Go-Toba. Em 1196 devido a crise ocorrida por seu pai ter se convertido à seita proibida Terra Pura, perdeu sua posição de Naidaijin a que fora nomeado um ano antes. Mas já em 1199 foi promovido a Sadaijin preenchendo a vaga deixada pela renúncia de seu pai Kanezane que em profunda depressão pela morte da esposa abandonou todos os seus cargos políticos e se torna um monge budista em janeiro de 1202.
Em 13 de agosto de 1200, a esposa de Yoshitsune morreu. Não conseguindo se recuperar de um parto ocorrido poucos dias antes. Pouco tempo depois, seu tio Matsu Motofusa o aconselhou a casar com sua filha, o que ocorreu em 3 de outubro de 1201. Sua prima tinha 28 anos de idade na época.
Michichika e Yoshitsune, naidaijin e sadaijin respectivamente, iam freqüentemente ao Palácio de Go-toba para compor poesias, faziam parte do círculo de poesia de Go-Toba nos anos febrilmente ativos que antecederam a antologia Shinkokinshu de 1205.
O Imperador Aposentado Go-Toba num edito imperial, nomeia Yoshitsune para o cargo de Nairan (内覧, Inspetor Imperial) e  líder da Casa Fujiwara. Logo depois que o edital foi publicado, Go-Toba partiu, no dia 28, para uma peregrinação aos santuários de Kumano. Yoshitsune ainda estava em luto profundo pela morte de sua mãe durante o  mês de dezembro. Após o retorno de Go-Toba para a capital um outro edital foi publicado no dia 30 de dezembro de 1202 nomeando-o Sesshō de Tsuchimikado.
Yoshitsune foi nomeado Daijō Daijin em 1204, mas renunciou ao mesmo em 1205.
Yoshitsune morreu durante o sono e sem razão aparente, em 7 de março de 1206.
| Precedido por Kujō Kanezane        | -- 3º Líder dos Kujō Fujiwara (1202 -1206) | Sucedido por Kujō Michiie  |
| Precedido por Fujiwara no Yorizane | 38º Daijō Daijin (1204 - 1205)             | Sucedido por Sanjō Kinfusa |
| Precedido por Fujiwara no Kanemasa | 51º Sadaijin (1199 - 1204)                 | Sucedido por Konoe Iezane  |
| Precedido por Nakayama Tadachika   | 42º Naidaijin (1195 - 1199)                | Sucedido por Konoe Iezane  |